# Pettenbach (Oberösterreich)
Pettenbach ist eine Marktgemeinde in Oberösterreich im Bezirk Kirchdorf im Traunviertel mit 5383 Einwohnern (Stand 1. Jänner 2024).

## Geographie

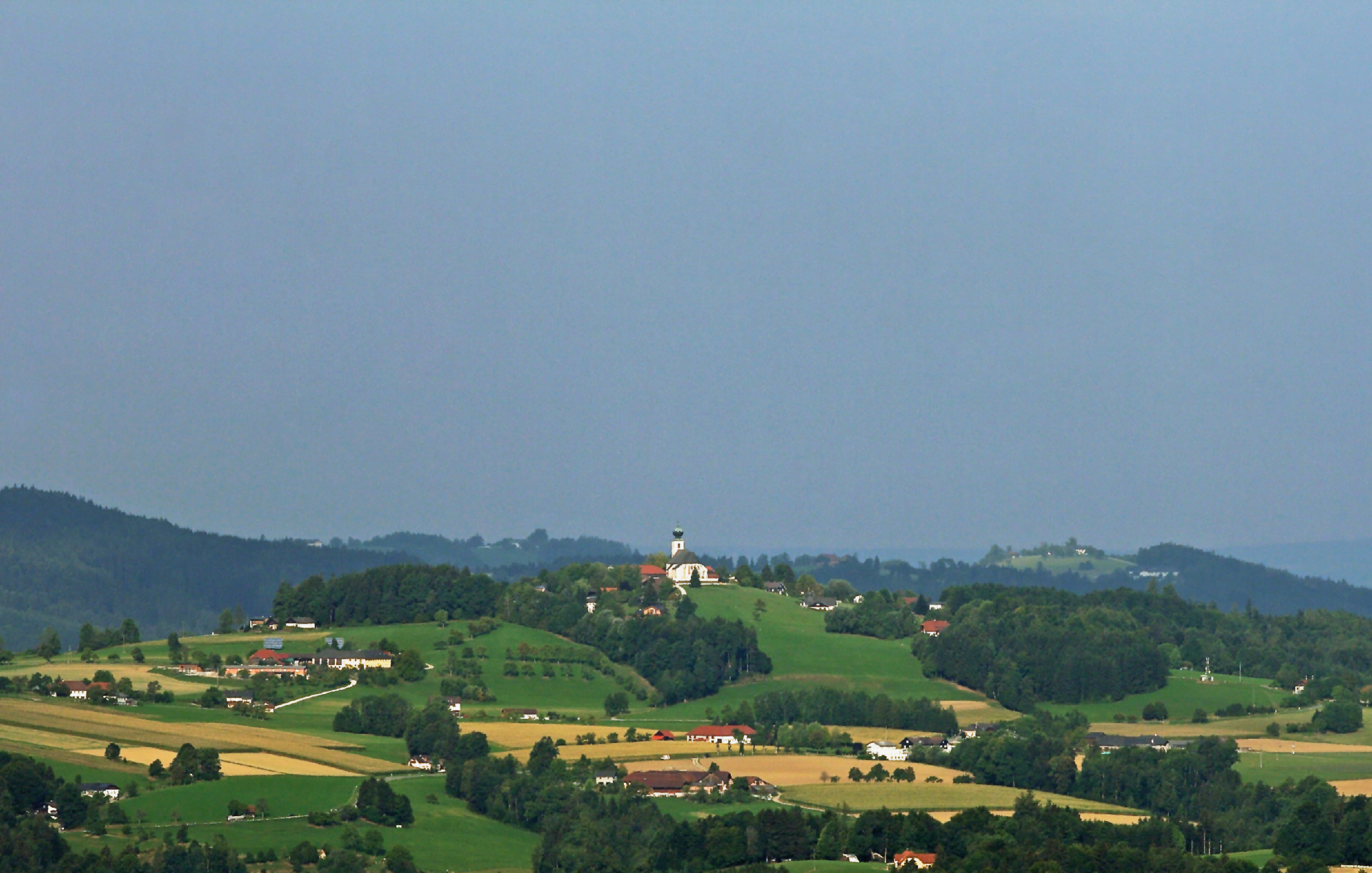
Magdalenaberg

Der Hauptort Pettenbach liegt auf 486 m ü. A. Höhe im Traunviertel. Das Gemeindegebiet erstreckt sich vom Pernecker Kogel (1080 m ü. A. m) im Süden bis nach Ried im Traunkreis im Norden. Die Ausdehnung beträgt von Nord nach Süd 8,8 km und von West nach Ost 11,3 km. Die Gesamtfläche beträgt 54,8 km², 15,7 % der Fläche sind bewaldet und 73,7 % der Fläche sind landwirtschaftlich genutzt.

### Gemeindegliederung
Das Gemeindegebiet umfasst zehn Ortschaften (in Klammern Einwohnerzahl Stand 1. Jänner 2024):
- Dürndorf (835)
- Etzelsdorf (345)
- Gundendorf (189)
- Hammersdorf (303)
- Lungendorf (339)
- Magdalenaberg (218)
- Mitterndorf (842)
- Pettenbach (1538)
- Pratsdorf (667)
- Steinfelden (107)

Die Gemeinde besteht aus den Katastralgemeinden Gundendorf, Hammersdorf, Lungendorf, Mitterndorf, Pettenbach, Pratsdorf, Seisenburg und Unterdürndorf.
Die Gemeinde gehört zum Gerichtsbezirk Kirchdorf an der Krems.

### Nachbargemeinden
Pettenbach grenzt an die Bezirke Gmunden (GM) und Wels-Land (WL). Nachbargemeinden sind: Eberstalzell (WL), Inzersdorf im Kremstal, Ried im Traunkreis, Scharnstein (GM), Schlierbach, Steinbach am Ziehberg, Vorchdorf (GM) und Wartberg an der Krems.
| Vorchdorf   | Eberstalzell                                | Ried im Traunkreis                 |
|             | Kompassrose, die auf Nachbargemeinden zeigt | Wartberg an der Krems, Schlierbach |
| Scharnstein | Steinbach am Ziehberg                       | Inzersdorf im Kremstal             |

## Geschichte
Ursprünglich im Ostteil des Herzogtums Bayern liegend, gehörte der Ort seit dem 12. Jahrhundert zum Herzogtum Österreich. Seit 1490 wird er dem Fürstentum Österreich ob der Enns zugerechnet.
Während der Napoleonischen Kriege war der Ort mehrfach besetzt.
Seit 1918 gehört der Ort zum Bundesland Oberösterreich. Nach dem Anschluss Österreichs an das Deutsche Reich am 13. März 1938 gehörte der Ort zum Gau Oberdonau, 1945 erfolgte die Wiederherstellung Oberösterreichs.

### Bevölkerungsentwicklung
1991 hatte die Gemeinde laut Volkszählung 4.297 Einwohner, 2001 dann 4.747 Einwohner. Im Jahr 2016 hatte die Marktgemeinde Pettenbach bereits 5.182 Einwohner und wuchs bis 2021 auf 5.336 Personen. Grund ist die sehr stark positive Geburtenbilanz.

## Kultur und Sehenswürdigkeiten

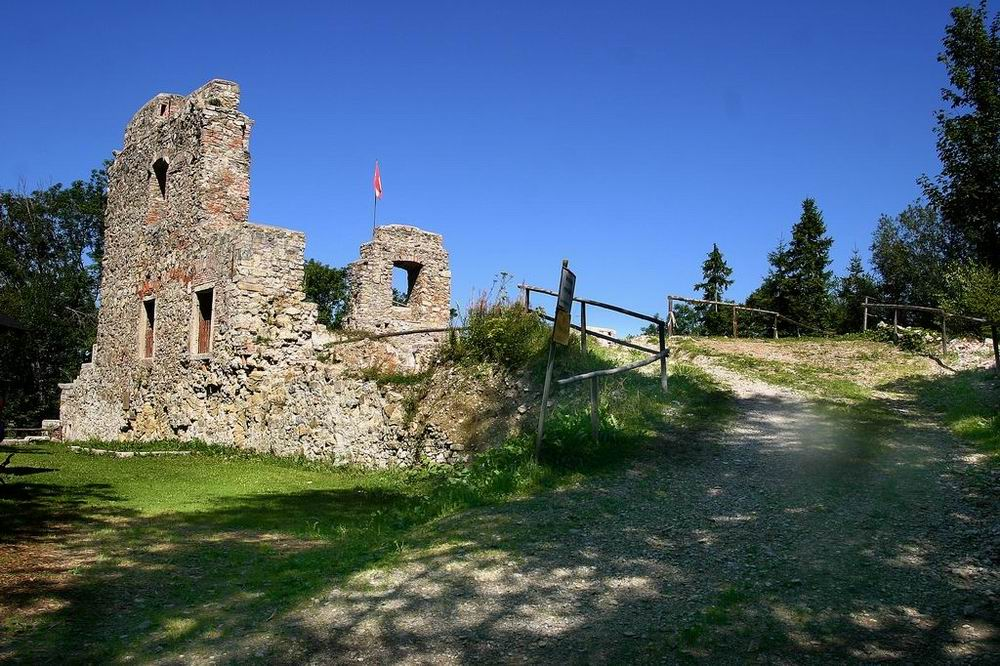
Seisenburg

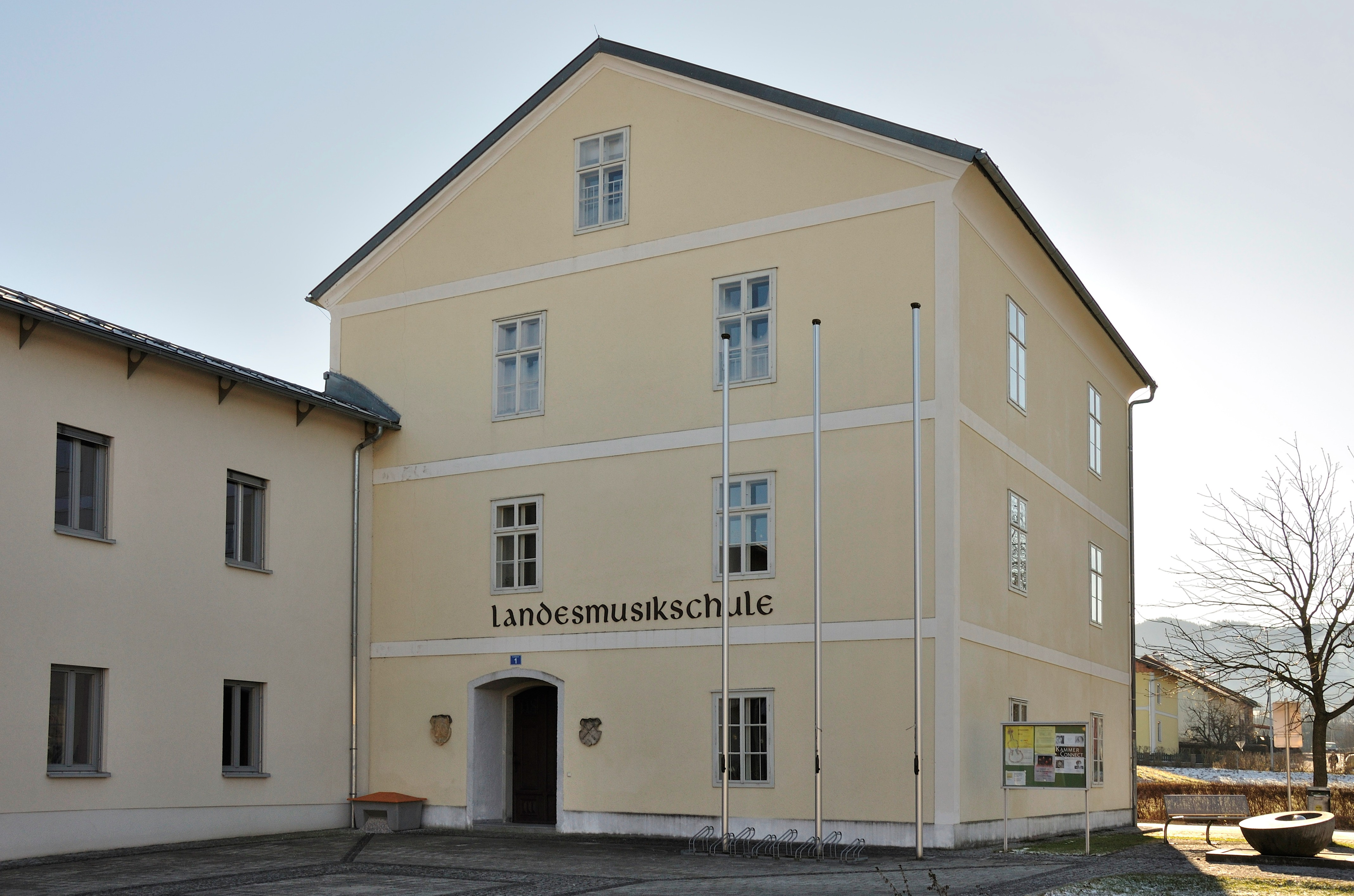
Schloss Pettenbach

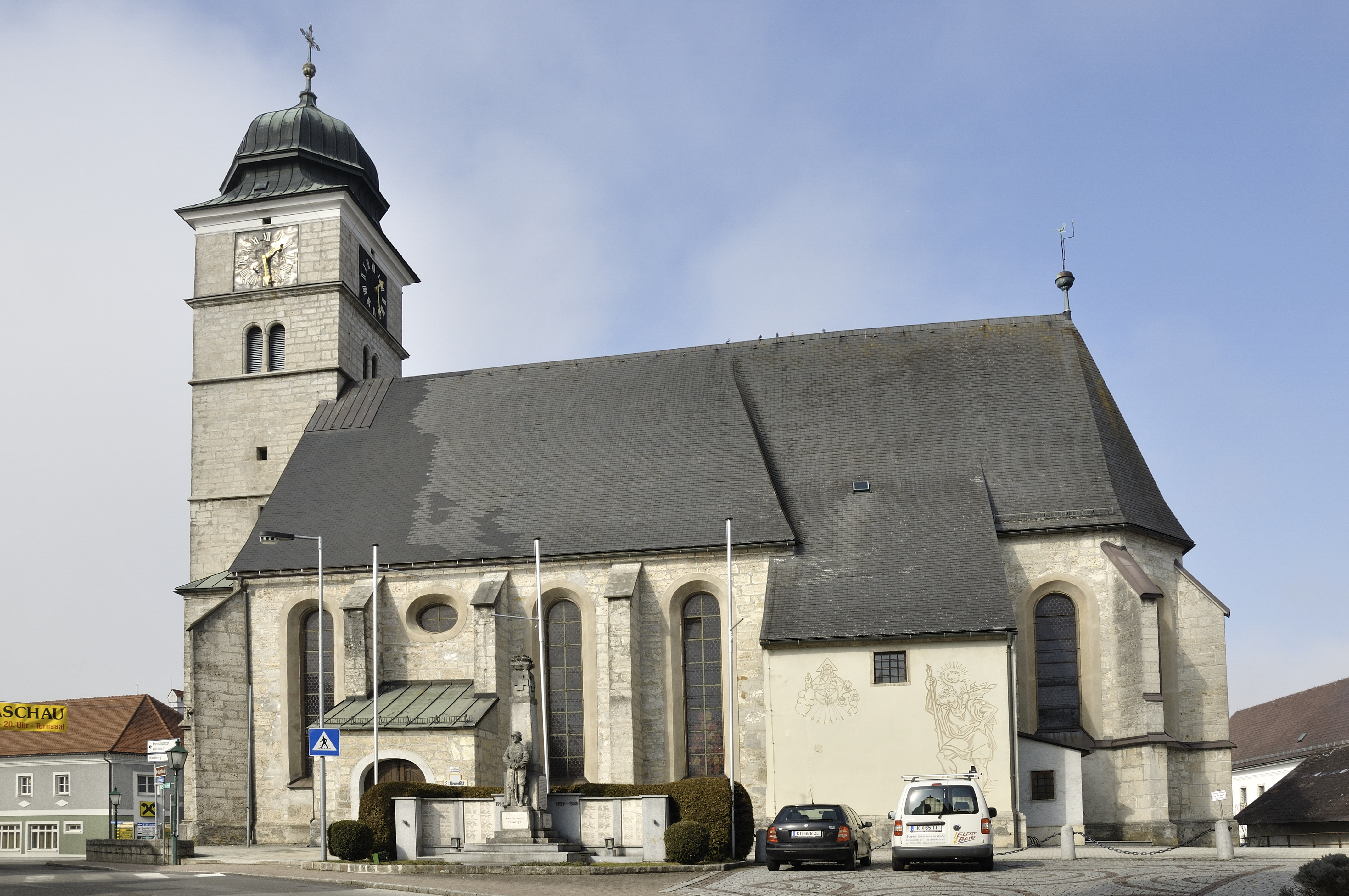
Pfarrkirche Pettenbach

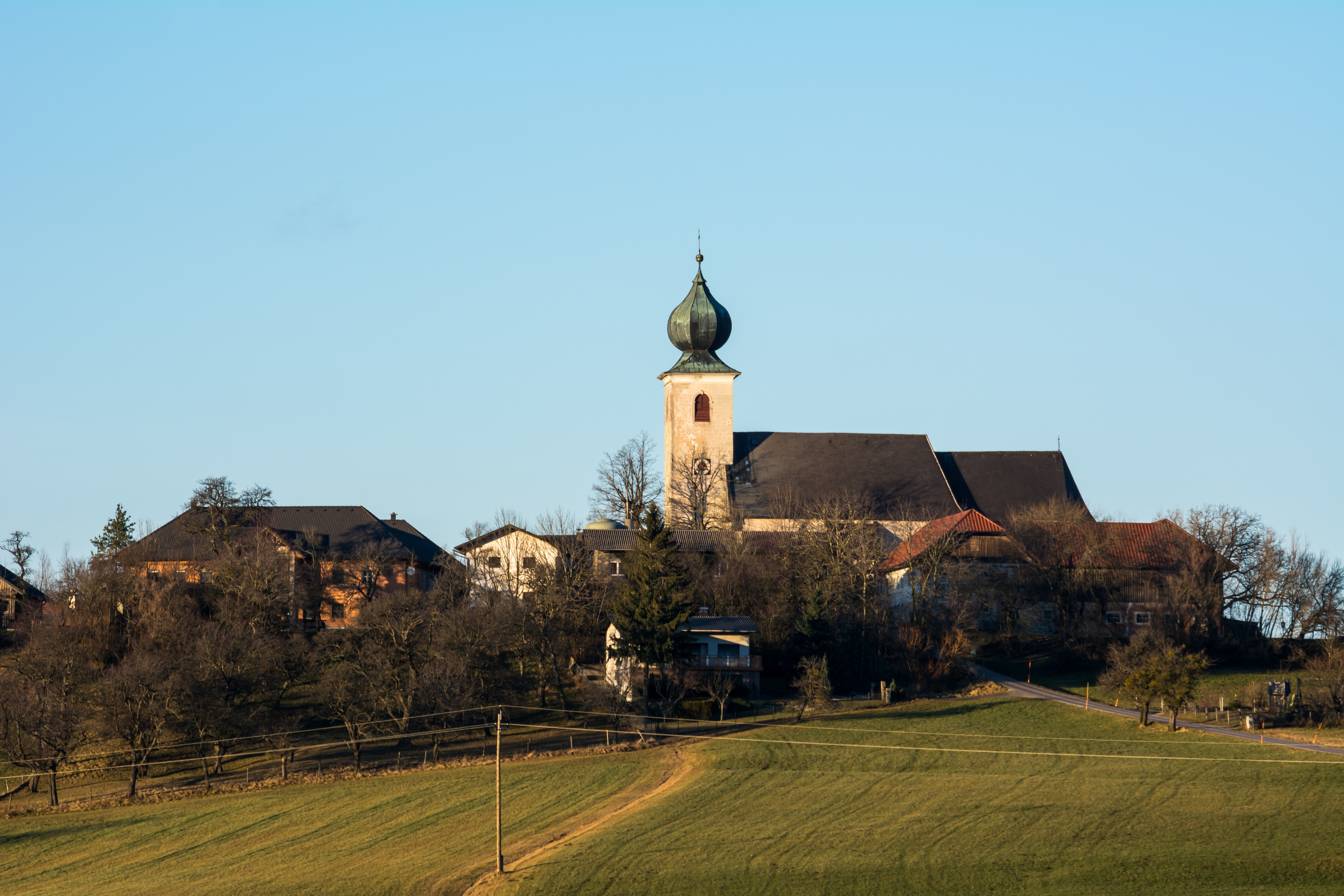
Pfarrkirche Magdalenaberg

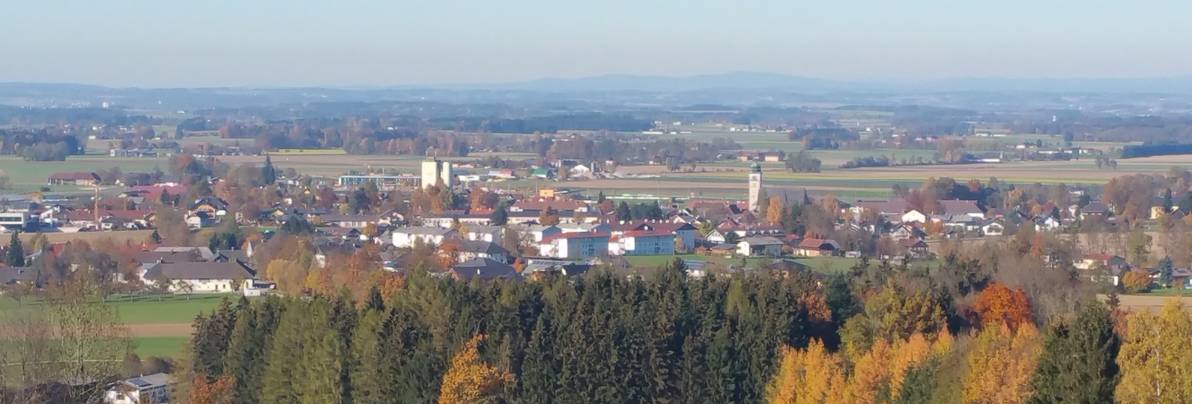
Pettenbach im oberösterreichischen Alpenvorland

- Seisenburg: Im 12. Jahrhundert wurde eine Festung Seisenburg das erste Mal erwähnt und 1609 zu einem Renaissanceschloss umgebaut. Nach dem Ersten Weltkrieg verfiel das Schloss mehr und mehr, bis nur mehr eine Ruine übrig blieb. Zurzeit sind fleißige Helfer aus Pettenbach dabei, die Reste der Ruine in Stand zu setzen und die Mauern vom Schutt zu befreien und zu sichern. Eine Ausstellung im Museum Bartlhaus bietet einen faszinierenden Eindruck vom einstigen Renaissanceprachtbau. Drei gut erhaltene so genannt Totenschilde von der Seisenburg aus der Zeit der Herrschaft der Grafen Engel befinden sich im Marktgemeindeamt.
- Schloss Pettenbach
- Das Schrift- und Heimatmuseum Bartlhaus birgt die Lebenswerke der Schriftenkünstler Leopold Feichtinger, der in Pettenbach lebte und wirkte, und Friedrich Neugebauer. Ausgestellt sind verschiedenste Exlibris, Spruchkarten und -blätter, Urkunden, Wappen uvm. Jedes Jahr gibt es auch zusätzliche Sonderausstellungen und es werden Schriftkurse angeboten. Ebenso birgt das Museum das Heimatmuseum von Pettenbach mit einer Sonderausstellung über die Ruine Seisenburg. Im Jahr 2006 ist das Museum durch ein Druckereimuseum erweitert worden. Herausragende Persönlichkeit des Vereins ist der in St. Georgen an der Gusen wohnhafte Ottmar Premstaller, dem 2010 auch die Jahresausstellung des Museums gewidmet war.
- Katholische Pfarrkirche Pettenbach hl. Benedikt: Die Kirche wurde 1484 als spätgotische, dreischiffige Hallenkirche erbaut. Besonders sehenswert ist die barocke Altarausstattung.
- Katholische Pfarr- und Wallfahrtskirche Magdalenaberg hl. Maria Magdalena: Die Kirche wurde um 1500 als spätgotische, zweischiffige Hallenkirche erbaut. Nach einem Brand erhielt die Kirche um das Jahr 1629 ein Renaissance-Gewölbe. Die Ausstattung ist im barocken Stil gehalten. Bemerkenswert ist hier das barocke Altarbild der Hl. Maria Magdalena. Alljährlich finden zahlreiche Wallfahrten auf den Magdalenaberg statt. In Zusammenarbeit mit dem Kulturreferat der Marktgemeinde Pettenbach wird mehrmals im Jahr zur „Musikalischen Wallfahrt“ eingeladen.
- Die Filial- und Wallfahrtskirche Heiligenleithen: Diese wurde im Jahr 1431 im spätgotischen Stil als einschiffige Hallenkirche erbaut und ist mit barocken Seitenaltären und einem neugotischen Hochaltar ausgestattet. Ein besonderes Kleinod ist eine St. Leonhardstatue aus dem 15. Jahrhundert. Die Kirche ist weit über die Grenzen von Pettenbach hinaus durch den alljährlich um den 6. November stattfindenden Leonhardiritt bekannt.
- Friedenskreuz Oberkaibling: Im Oktober 1967 wurde das 20 Meter hohe beleuchtete Metallkreuz auf Initiative des Kameradschaftsbundes des Bezirkes Kirchdorf als Dank für die Heimkehr vieler Soldaten aus dem Zweiten Weltkrieg errichtet. Beleuchtet ist es bis weit in den OÖ Zentralraum hinein sichtbar und stellt ein Symbol des Friedens dar.

## Wirtschaft und Infrastruktur

### Unternehmen
- FRONIUS International GmbH
- Gruber & Co. GmbH
- proserver1.at EDV-Dienstleistungen (u. a. pettenbach.net)
- Spedition Strauss GmbH
- Staudinger Bau GmbH

### Verkehr
- Bahn: Pettenbach liegt an der Almtalbahn, einer nicht elektrifizierten Nebenbahn von Wels nach Grünau im Almtal. Im Gemeindegebiet liegen der Bahnhof Pettenbach sowie die Haltestellen Wilfling, Diensthubersiedlung und Steinbachbrücke.
- Bus: Regionalbuslinien 481 Richtung Vorchdorf / Kirchdorf a. d. Krems, 480 Richtung Scharnstein / Schlierbach, 456 von Pettenbach Richtung Kirchdorf a. d. Krems.[3]

### Erziehung und Bildung
- Bildungsberatung für Frauen
- Caritashort Pettenbach
- Freie Schule Kremstal
- Neue Mittelschule Pettenbach
- Kindergruppe Moos – Ganzheitliches Wachsen
- Landesmusikschule Pettenbach
- Pfarrcaritas-Kindergarten Pettenbach
- Volkshochschule OÖ – Pettenbach
- Volksschule Pettenbach
- Jugendzentrum Bauhof

### Vereine und Organisationen
- Camerata Vocalis (Gesangsverein – vierstimmiger Chor seit 1995)
- Fußballverein Union Sparkasse Pettenbach
- Musikverein Pettenbach
- Freiw. Feuerwehr Eggenstein
- Freiw. Feuerwehr Gundendorf
- Freiw. Feuerwehr Magdalenaberg
- Freiw. Feuerwehr Pettenbach
- Freiw. Feuerwehr Pratsdorf-Hammersdorf
- Freiw. Feuerwehr Steinfelden
- Faschingsverein Sauzipfler
- Tischtennisverein Pettenbach
- Sportunion Pettenbach – Sektion Reiten
- Theaterverein Kunstbrettl AGe
- UTC Pettenbach (Tennis)
- SU-Tritec Pettenbach (Sektion Schi der Union Pettenbach)
- ESVU Pettenbach (Sektion Stockschießen der Union Pettenbach)
- Brand- und Robothilfeverein Pettenbach
- Fetznplattler (Schuhplattler)
- Jugendzentrum „Bauhof“ Pettenbach

## Politik
Der Gemeinderat hat 31 Mitglieder.
- Mit den Gemeinderats- und Bürgermeisterwahlen in Oberösterreich 2003 hatte der Gemeinderat folgende Verteilung: 16 ÖVP, 11 SPÖ und 4 FPÖ.[4]
- Mit den Gemeinderats- und Bürgermeisterwahlen in Oberösterreich 2009 hatte der Gemeinderat folgende Verteilung: 14 ÖVP, 9 SPÖ und 8 FPÖ.[5]
- Mit den Gemeinderats- und Bürgermeisterwahlen in Oberösterreich 2015 hatte der Gemeinderat folgende Verteilung: 15 ÖVP, 10 FPÖ und 6 SPÖ.[6]
- Mit den Gemeinderats- und Bürgermeisterwahlen in Oberösterreich 2021 hat der Gemeinderat folgende Verteilung: 15 ÖVP, 11 FPÖ und 5 SPÖ.[7][8]

### Bürgermeister
Bürgermeister seit 1850 waren:
- 1850–1858 Franz Kislinger
- 1858–1859 Anton Metz
- 1859–1861 Michael Weinbergmayr
- 1861–1867 Josef Aitzetmüller
- 1867–1870 Franz Dutzler
- 1870–1873 Johann Hillinger
- 1873–1879 Franz Dutzler
- 1879–1883 Florian Glück
- 1883–1885 Franz Hillinger
- 1885–1888 Mathias Spitzbart
- 1888–1894 Ignaz Schuhofer
- 1894–1897 Matthias Spitzbart
- 1897–1900 Franz Rumplmayr
- 1900–1906 Johann Raffelsberger
- 1906–1910 Franz Littringer
- 1910–1912 Franz Rumplmayr
- 1912–1919 Franz Littringer
- 1919–1920 Matthias Radner
- 1920–1924 Franz Rumplmayr
- 1924–1938 Josef Bimminger
- 1938–1938 Max Zechmann
- 1938–1942 Josef Habinger
- 1942–1945 Johann Kammerleitner
- 1945–1945 Josef Loimayr
- 1945–1955 Karl Radner
- 1955–1967 Johann Bimminger
- 1967–1985 Wilhelm Strasser
- 1985–1996 Friedrich Mayr-Kern
- 1996–2012 Friedrich Schuster (ÖVP)
- seit 2012 Leopold Bimminger (ÖVP)

### Wappen
Offizielle Beschreibung des 1977 verliehenen Gemeindewappens:
„Unter rotem Schildhaupt, darin von der rechten zur linken Schildhälfte ein silberner Schräglinksbalken, gespalten; links in Grün ein goldener Kelch mit einer goldenen, rechtsgewendeten, in einem Bogen durch die Kuppa kriechenden, vorne und hinten aufgerichteten Schlange; rechts in Gold ein grüner, gestürzter Morgenstern.“
Die Gemeindefarben sind Grün-Gelb.
Der Kelch mit der Schlange deutet einerseits auf den hl. Benedikt als den Patron der Kirche und unterstreicht andererseits symbolisch die Zugehörigkeit der frühen Missionspfarre zum Benediktinerstift Kremsmünster.
Der als „Morgenstern“ bezeichnete Streitkolben soll als typische Bauernkriegswaffe an den Pettenbacher Wirt Georg Tasch erinnern, der mit Hans Salig aus Kematen Hauptanführer beim Aufstand der Traunviertler Bauern im Jahre 1596 war.
Das in Rot-Weiß-Rot gehaltene Schildhaupt betont die Verbundenheit der Gemeinde mit dem Staate Österreich.

## Persönlichkeiten

### Ehrenbürger der Gemeinde
- Günter Fronius (1907–2015), Gründer des Unternehmens Fronius International
- Johann Strauß, Vizebürgermeister (FPÖ)

### Söhne und Töchter der Gemeinde
- Alois Wiesinger (1885–1955), Abt von Schlierbach 1917–1955
- Karl Ammer (1898–1945), Schlosser, kommunistischer Funktionär und Widerstandskämpfer gegen das NS-Regime
- Bruno Hubl (* 1947), Benediktiner, Abt von Admont 1996–2017

### Personen mit Bezug zur Gemeinde
- Leander Czerny (1859–1944), Benediktiner und Insektenforscher
- Günter Fronius (1907–2015)
- Christian Ramsebner (* 1989), Fußballspieler
- Walter Waldhör (* 1968), ehemaliger Fußball-Nationalspieler.